# Oronogo (Misuri)
Oronogo es una ciudad ubicada en el condado de Jasper, Misuri, Estados Unidos. Según el censo de 2020, tiene una población de 2558 habitantes.

## Geografía
La localidad está ubicada en las coordenadas 37°11′30″N 94°27′50″O / 37.19167, -94.46389. Según la Oficina del Censo de los Estados Unidos, Oronogo tiene una superficie total de 6.51 km², de la cual 6.44 km² corresponden a tierra firme y (1.11%) 0.07 km² es agua.

## Demografía
Según el censo de 2020, hay 2558 personas residiendo en Oronogo. La densidad de población es de 397.20 hab./km². El 86.51% son blancos, el 0.59% son afroamericanos, el 1.80% eran amerindios, el 0.39% son asiáticos, el 1.64% son de otras razas y el 9.07% son de una mezcla de razas. Del total de la población, el 4.81% son hispanos o latinos de cualquier raza.